# Массімо Буллері
Массімо Буллері (італ. Massimo Bulleri, 10 вересня 1977) — італійський баскетболіст.
Срібний призер Олімпійських Ігор 2004 року.
Бронзовий призер Середземноморських ігор 2001 року.
Бронзовий призер Чемпіонату Європи 2003 року.